# Wysznewe (hromada Karpiwka)
Wysznewe (ukr. Вишневе) – wieś na Ukrainie, w obwodzie dniepropetrowskim, w rejonie krzyworoskim, w hromadzie Karpiwka. W 2001 liczyła 247 mieszkańców, spośród których 230 wskazało jako ojczysty język ukraiński, 14 rosyjski, 1 mołdawski, a 2 inny.